# Authenrieths Pigeskole
Authenrieths Pigeskole var en flickskola i Oslo i Norge, grundad 1844.  Det beskrivs som den mest framstående skolan för flickor i Oslo före grundandet av Nissens pigeskole (1849), och var länge därefter dess främsta rival. 
Skolan tillhörde en av de första mer betydande flickskolorna i Oslo: i staden nämns fem flickskolor i början av 1800-talet, bland dem Fru Dunkers Skole, Frøknerne Leschlys Skole och Jomfru Pharos Skole, men dessa karaktäriseras främst som flickpensioner. 
Skolan grundades 1844 av Marie Lotz från Hamburg som Frøken Lotz’s Skole, och den blev då stadens främst flickskola tillsammans med Jomfruerne Steffens’ Skole. Lotz överlät skolan till Wilhelmine Grell 1854. När Wilhelmine Grell (1827–1880) gifte sig med Albert Autenrieth (1813–1873) 1856 fick den namnet Authenrieths Pigeskole. När paret Authenrieth återvände till Tyskland 1868 överläts skolan på Caroline Bauer, och fick då namnet Frøken Bauers Pigeskole eller Frk Bauers Pigeinstitutt. Skolan fick en egen byggnad 1872. Skolan övertogs 1894 av Jakob Keyser Berle och fick namnet Berles skole. Den fick en ny byggnad 1897. 
Marie Lotz gav skolan ett gott rykte för språkundervisning.  I skolan undervisades elever från åtta till fjorton års ålder i tvååriga klasser: 1872 blev de ettåriga.  1877 fick skolan en vuxenklass eller "Skole for voxne Elevers videre Uddannelse", 1879 en Middelskolekursus och rätten att ge Middelskole
examen till kvinnor. 1919 blev den en kommunal flickskola, 1932 ett gymnasium, och 1954 upplöstes flickskolan då den öppnades för pojkar, och 1969 lades den ned. 
Eleverna ska främst ha bestått av döttrarna till stadens överklass, "embedsmenn og byens fornemste borgere". Bland lärarna anställda vid skolan fanns Gerhard Henrik Armauer Hansen. Många kända personer var elever i skolan, bland dem Gina Krog, Agathe Backer Grøndahl och Ragna Nielsen.